# The Elder Scrolls Online: Greymoor
The Elder Scrolls Online: Greymoor — дополнение для компьютерной игры The Elder Scrolls Online, разработанное Zenimax Online Studios и изданное Bethesda Softworks. Дополнение было выпущено в 2020 году для платформ Windows, macOS, PlayStation 4 и Xbox One.

## Изменения в игровом процессе
Greymoor добавило в игру две новые игровые локации — Западный Скайрим, в границах которой на момент событий Online расположено одноимённое государство, а также пещеры Греймура Чёрного Предела — гигантской подземной области, состоящей из множества пещер и которая располагается под территорией всего Скайрима. Обе локации уже были показаны в другой игре серии — The Elder Scrolls V: Skyrim, где Западный Скайрим является частью доступной для исследования игровой территории и занимает примерно 1/4 площади от неё. В то же время Чёрный Предел наоборот был расширен: область, показанная в Skyrim является лишь одной из четырёх пещер подземной локации в Greymoor.
Ещё одним нововведением стала система реликвий, которая позволяет находить различные предметы, включая предметы обстановки для дома игрока, ценные предметы, а также новый тип экипировки — мифическую броню. Для того чтобы найти предмет необходимо сначала лоцировать его примерное расположение, а после — выкопать его. Система реликвий может быть использована не только на территории Западного Скайрима, но и во всех локациях базовой игры и дополнений, как выпущенных до Greymoor, так и после.
Мифические предметы являются новым типом брони, которые дают уникальные бонусы к показателям игрока. Игрок может одновременно экипировать только один такой предмет.

## Сюжет
Сюжет дополнения разворачивается примерно за 1000 лет до событий The Elder Scrolls V: Skyrim. За некоторое время до событий игры королевство нордов Скайрим разделилось на два отдельных государства: Западный Скайрим со столицей в городе Солитьюде и непосредственно Скайрим, управляемый из Виндхельма. Первым, на момент событий дополнения, правит Верховный король Сваргрим, вторым — Йорунн Король-Скальд.

## Разработка и выпуск
The Elder Scrolls Online: Greymoor было анонсировано 16 января 2020 года в ходе трансляции разработчиков. Изначально выход был намечен на 18 мая для персональных компьютеров под управлением Windows и macOS и на 2 июня для консолей PlayStation 4 и Xbox One, но позже даты выхода были перенесены на 26 мая и 9 июня соответственно.

## Восприятие
| Сводный рейтинг | Сводный рейтинг          |
| Агрегатор       | Оценка                   |
| --------------- | ------------------------ |
| Metacritic      | (PC) 73/100 (PS4) 73/100 |

Дополнение получило в целом положительные отзывы от критиков. Средний балл версий для персональных компьютеров и PlayStation 4 на сайте Metacritic составляет 73 балла из 100 возможных.